# The Fall (Norah Jones-album)
A The Fall az amerikai énekes-dalszerző Norah Jones negyedik stúdióalbuma, mely 2009. november 17-én jelent meg a Blue Note Recordsnál.

## Háttér és gyártás
Jones hivatalos weboldala szerint az énekesnő új irányba mozdult el a The Fallon, más hangzásokkal és közreműködőkkel kísérletezett, köztük Jacquire Kinggel, a neves producerrel és mérnökkel, aki többek között a Kings of Leonnal, Tom Waitsszel, és a Modest Mouse-zal is dolgozott. Jones felsorolt még számos dalszerző közreműködőt is, mint például Ryan Adams, Will Sheff az Okkervil Rivertől, vagy Jesse Harris, aki Jones gyakori partnere. King ezenkívül segített Jonesnak egy új zenészcsapatot létrehozni, akik játszanak az albumon, többek között Joey Waronker és James Gadson dobosokkal, James Poyser billentyűssel, Marc Ribot, Smokey Hormel, Lyle Workman és Peter Atanosoff gitárosokkal. Az albumborítón Autumn de Wilde fényképész portréja látható.

## Dalok
|     | Cím                                   | Szerző(k)                           | Hossz |
| --- | ------------------------------------- | ----------------------------------- | ----- |
| 1.  | Chasing Pirates                       | Norah Jones                         | 2:40  |
| 2.  | Even Though                           | Jones, Jesse Harris                 | 3:52  |
| 3.  | Light As a Feather                    | Jones, Ryan Adams                   | 3:52  |
| 4.  | Young Blood                           | Jones, Mike Martin                  | 3:38  |
| 5.  | I Wouldn't Need You                   | Jones                               | 3:30  |
| 6.  | Waiting                               | Jones                               | 3:31  |
| 7.  | It's Gonna Be                         | Jones                               | 3:11  |
| 8.  | You've Ruined Me                      | Jones                               | 2:45  |
| 9.  | Back to Manhattan                     | Jones                               | 4:09  |
| 10. | Stuck                                 | Jones, Will Sheff                   | 5:15  |
| 11. | December                              | Jones                               | 3:05  |
| 12. | Tell Yer Mama                         | Jones, Jesse Harris, Richard Julian | 3:25  |
| 13. | Man of the Hour                       | Jones                               | 2:56  |
| 14. | Can't Stop (Amazon Exclusive Version) |                                     | 4:02  |

## Megjelenések
| Ország                    | Dátum              | Kiadó(k)  | Formátum                           |
| ------------------------- | ------------------ | --------- | ---------------------------------- |
| Japán                     | 2009. november 11. | EMI       | CD bakelitlemez digitális letöltés |
| Németország               | 2009. november 13. | EMI       | CD bakelitlemez digitális letöltés |
| Hollandia                 | 2009. november 13. | Blue Note | CD bakelitlemez digitális letöltés |
| Egyesült Királyság        | 2009. november 16. | EMI       | CD bakelitlemez digitális letöltés |
| Franciaország             | 2009. november 16. | EMI       | CD bakelitlemez digitális letöltés |
| Amerikai Egyesült Államok | 2009. november 17. | Blue Note | CD bakelitlemez digitális letöltés |
| Brazília                  | 2009. november 30. | EMI       | CD bakelitlemez digitális letöltés |